# Les Rendez-vous du minotaure (film)
Pour plus de détails, voir Fiche technique et Distribution.
Les Rendez-vous du minotaure (en russe : Визит к Минотавру) est un film soviétique en quatre épisodes réalisé par Eldor Urazbaev, sorti en 1987. C'est l'adaptation du roman policier éponyme de Gueorgui et Arkadi Vaïner relatant l'enquête sur le vol d'un stradivarius.

## Synopsis
La ligne du sujet exploite deux histoires se déroulant en parallèle. L'une à Moscou en 1986, l'autre en Italie aux XVIIe – XVIIIe siècles. 
L'enquêteur judiciaire Stanislav Tikhonov et sa collègue Elena Netchaeva mènent l'investigation sur la disparition d'un stradivarius appartenant au violoniste de renommée internationale Lev Poliakov. Il faut arrêter les criminels avant que l'instrument ne quitte l'URSS. Ils font connaissance de Pavel Ikonnikov, l'ancien ami de Poliakov devenu rival, reconverti depuis en employé d'un serpentarium. Ils interrogent également le technicien d'accordage Grigory Belach, l'ex-femme d'Ikonnikov, la musicologue Marina Kolessnikova et d'autres personnes de près ou de loin fréquentant le violoniste. Quelques personnages assez patibulaires font aussi leur apparition. 
La biographie d'Antonio Stradivari fait écho à l'histoire de l'instrument. Elle montre ses années de jeunesse et les années d'apprentissage chez Niccolò Amati. Dans le film, le violon volé dans l'appartement de Poliakov est celui que Stradivari avait fabriqué pour son mariage. On aborde la question de transmission des valeurs et du savoir. Stradivari échoue, en voulant enseigner son art à ses enfants, mais découvre qu'on n'a pas besoin de lien de sang pour partager la même passion. 
Le titre renvoie au mythe du Minotaure, une créature fabuleuse possédant le corps d'un homme et la tête d'un taureau, qui au niveau symbolique, représente l'homme dominé par ses pulsions instinctives. À la fin du film, les héros menant l'enquête entrevoient ce Minotaure chez un citoyen bien sous tous les rapports.

## Fiche technique
- Titre : Les Rendez-vous du minotaure
- Réalisation : Eldor Urazbaev
- Scénario : Gueorgui Vaïner, Arkadi Vaïner
- Photographie : Aleksandre Rybin
- Décor : Sergueï Serebrenikov
- Son : Boris Korechkov
- Musique : Orchestre symphonique d'État de l'URSS pour l'art cinématographique
- Compositeur : Edouard Artemiev
- Solo violon : Edouard Ideltchuk
- Chef d'orchestre : Emin Khatchatourian
- Pays d'origine : Russie
- Format : Couleurs - Mono - 35 mm
- Genre : policier
- Durée : 350 minutes
- Date de sortie : 1987
- Langue : russe

## Distribution
- Sergueï Chakourov : Stanislav Tikhonov/Antonio Stradivari
- Anna Kamenkova : Elena Netchaeva
- Vladimir Samoylov : le procureur Vladimir Ouvarov
- Rostislav Pliatt : Niccolò Amati
- Natalia Arinbassarova : la musicologue Marina Kolessnikova
- Valentin Gaft : Pavel Ikonnikov
- Aleksandre Filippenko : Grigory Belach
- Mikhaïl Pougovkine : Stepan Melnik
- Laimonas Noreika : le violoniste Lev Poliakov
- Lev Borisov : Sergueï Obolnikov, voisin de Poliakov
- Svetlana Kharitonova : la femme d'Obolnikov
- Grigory Lyampe : expert-criminaliste Noé Khaletski
- Marina Levtova : Francesca Stradivari
- Valentin Nikouline : Andrea Guarneri
- Nina Menchikova : l'ex-femme de Pavel Ikonnikov
- Romualdas Gudas : Piccioni, l'ami de Stradivari
- Petras Steponavičius : Duvernua, le premier client de Stradivari
- Aleksander Yiakovlev : Yakov Krest
- Nikolaï Denisov : Guarnerius del Gesù
- Audris Chadaravičius : lord Cunning
- Youri Katine-Iartsev : Troubitsyne, professeur du violon
- Valentin Smirnitski : Aleksander Sadomski, distributeur de billets de théâtre
- Youri Moroz : Paolo Stradivari
- Nina Chatskaya : le médecin toxicologue